# Giovanni Buridano
Giovanni Buridano (in francese Jean Buridan; in latino Ioannes Buridanus; Béthune?, 1295-1300 circa – 1361) è stato un filosofo e logico francese, maestro delle arti a Parigi e Magnifico Rettore dell'Università di Parigi nel 1328 e nel 1340.
Seguace di Guglielmo di Ockham, nella logica adotta  la dottrina nominalista: solo le particolari entità esistenti sono reali, mentre gli universali sono dei concetti astratti che valgono solo come nomi, ma recupera il metodo di Aristotele per quanto riguarda la fisica; ciò gli consentirà di fornire importanti contributi, come la teoria dell'impeto.

## Biografia
Studiò all'università di Parigi e seguì nella logica la dottrina nominalista pur apprezzando il realismo aristotelico. Insegnò filosofia nella stessa università nella quale fu eletto per due volte rettore nel 1328 e nel 1340.
Dopo aver incominciato a studiare teologia si dedicò invece all'insegnamento delle arti liberali. Per i suoi cordiali rapporti con la curia romana fece una buona carriera ecclesiastica, che gli valse l'incarico di canonico ad Arras. Come accademico partecipò ai lavori di una commissione ecclesiastica incaricata di approfondire le concezioni occamiste relativamente all'ortodossia. L'analisi delle teorie occamiste si concluse con il divieto di lettura presso la facoltà delle arti di Parigi delle opere del Venerabilis Inceptor (venerabile principiante).

## Dottrine fisiche
Buridano fu uno dei sostenitori della teoria dell'impeto, secondo la quale un corpo in moto possiede un "impeto" che lo porta a proseguire il moto anche in assenza di forze esterne. Questa teoria, la cui origine è rintracciabile negli scritti di Giovanni Filopono, del VI secolo, precorse in parte il principio d'inerzia che sarà enunciato nella prima età moderna.
Nelle Questioni sugli otto libri della Fisica di Aristotele Buridano confutò la teoria di Aristotele secondo cui la continuazione del moto del proietto è dovuta all'aria la quale, in qualche modo, gli trasmette l'azione motrice:
E se qualcuno chiederà perché proietto più lontano un sasso che una piuma, e un pezzo di ferro o piombo ben adattato alla mano che altrettanto legno, dirò che la causa di ciò risiede nel fatto che la ricezione di tutte le forme e disposizioni naturali si fa nella materia e in ragione della materia; perciò quanto più un corpo contiene di materia, tanto più, e più intensamente, può ricevere di quell'impeto. Ora, in un corpo denso e grave, a parità di tutto il resto, c'è più materia prima che in uno raro e leggero; perciò il denso e grave riceve più di quell'impeto, e più intensamente, come accade anche che il ferro possa ricevere più calore che non un'uguale quantità di legno o d'acqua... E questa è anche la causa per cui è più difficile ridurre alla quiete una grande mola di fabbro mossa velocemente che non una piccola; infatti nella grande, a parità di tutto il resto, c'è più impeto...»
La teoria dell'impeto permise a Buridano di considerare superflue le "Intelligenze Motrici" che nella fisica medioevale d'ispirazione aristotelica risultavano necessarie per mantenere in moto i cieli, anche perché lo spazio esterno era da lui concepito vuoto e non pieno di materia trasparente come aveva pensato Aristotele:
Quanto alla forma della Terra, Giovanni Buridano fu uno dei pensatori medievali che ne sostenevano la sfericità e la rotazione sul proprio asse.

## L'intelletto umano e la volontà
Buridano si occupò dell'analisi della volontà umana, che ritenne seguisse le valutazioni dell'intelletto assicurando così la scelta giusta. Perciò egli riteneva che la volontà, dovendo decidere quale scegliere tra due beni considerati equivalenti dall'intelletto, si sarebbe trovata nella scelta in un imbarazzo tale da sospendere l'azione conseguente.
Un esempio della sua tesi, che tuttavia probabilmente non è dovuto a Buridano e che ne banalizza pesantemente il pensiero, è il famoso apologo dell'asino che, posto tra due cumuli di fieno perfettamente uguali e alla stessa distanza, non sa scegliere quale iniziare a mangiare, morendo di fame nell'incertezza.

## Opere: edizioni antiche

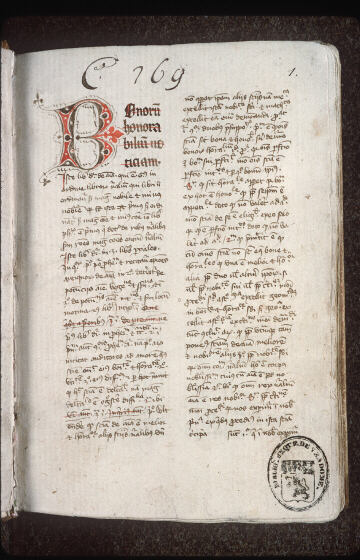
"Expositio et quaestiones" in Aristotele De Anima di Johannes Buridanus, (? 1362)

- Summulae de Dialectica Parigi, 1487 (prima edizione edita da Thomas Bricot)
- Quaestiones super decem libros Ethicorum Aristotelis ad Nicomachum Parigi, 1489
- Sophismata Parigi, 1489
- Consequentiae Parigi, 1493
- Perutile compendium totius logicae, com Io. Dorp expositione Venezia, 1499 (con il commento di John Dorp, ristampa anastatica: Frankfurt am Main, Minerva, 1965)
- Subtilissimae Quaestiones super octo Physicorum libros Aristotelis Parigi, 1509
- In Metaphysicen Aristotelis Questiones argutissimae Parigi, 1518 (ristampa anastatica: Frankfurt am main, Minerva, 1965)